# Tonsina (rivière)

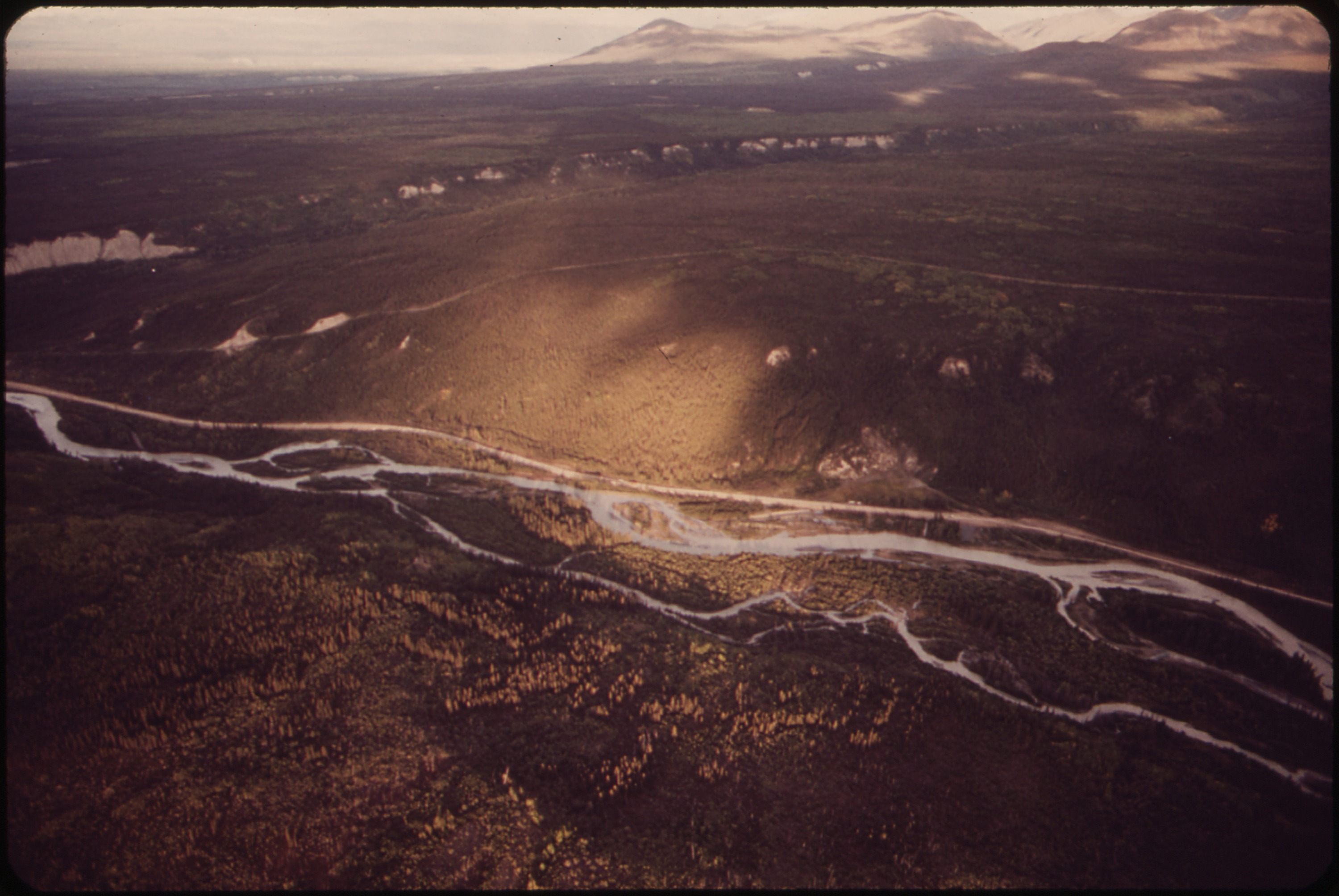
La Tonsina vue du ciel en 1973.

La rivière Tonsina est un cours d'eau d'Alaska, aux États-Unis, situé dans la région de recensement de Valdez-Cordova. C'est un affluent de la rivière Copper.

## Description
Longue de 60 milles (97 km), elle prend sa source dans le glacier Tonsina, et coule en direction du nord-est au travers du lac Tonsina, jusqu'à la rivière Copper où elle se jette à  66 milles (106 km) au nord-est de Valdez.
Elle a été référencée en 1885 par le lieutenant Allen.

## Affluent
- Little Tonsina

## Sources
- (en) « Tonsina (rivière) », Geographic Names Information System